# L'Affaire Kim Wall
L'Affaire Kim Wall (en danois : Efterforskningen) est une série dramatique de six épisodes diffusée sur TV 2 Danmark et réalisée par Tobias Lindholm. La série est basée sur l'enquête sur l'assassinat de la journaliste suédoise Kim Wall par l'inventeur danois Peter Madsen. Ce dernier n'apparaît pas directement en tant que personnage, qui se concentre plutôt sur l'enquête et se termine finalement par sa condamnation à perpétuité.

## Synopsis
Le chef de la police, Jens Møller, et son équipe se concentrent sur le cas de la journaliste suédoise Kim Wall, qui se trouvait à bord du sous-marin privé UC3 Nautilus avec son inventeur, le Danois Peter Madsen pour écrire un article sur lui. Peu de temps après, elle a été retrouvée sauvagement assassinée.

## Distribution
- Søren Malling (VF : François Dunoyer) : Jens Møller Jensen
- Pilou Asbæk (VF : Boris Rehlinger) : Jakob Buch-Jepsen
- Laura Christensen (VF : Christine Braconnier) : Maibritt Porse
- Pernilla August : Ingrid Wall
- Rolf Lassgård (VF : Bernard Métraux) : Joachim Wall

## Épisodes
1. Dag 1
2. Det vi ved, og det vi antager
3. Jagten
4. 1280 meter
5. Et helt menneske
6. In dubio pro reo